# Theodorus Lambertus Haitjema
Theodorus Lambertus Haitjema (Laren (Gld) 2 oktober 1888 - Apeldoorn 15 mei 1972) was een Nederlands hervormd theoloog. Haitjema was een van de eerste godgeleerden die de theologie van Karl Barth in Nederland introduceerden. Hij was lid van de Confessionele Vereniging.

## Levensloop
Theodorus ("Theo") Lambertus Haitjema was afkomstig uit een orthodox-confessionele familie. Hij studeerde theologie aan de Universiteit van Utrecht (1906). Hij promoveerde in 1917 bij prof. Hugo Visscher op een proefschrift, getiteld: Augustinus' wetenschapsidee'. Nadien was hij predikant in De Meern (1914-1916), in Hoogmade en Rijpwetering (1916-1918) en in Apeldoorn (1918-1923).
Van 1923 tot zijn emeritaat in 1959 was hoogleraar vanwege de Nederlands Hervormde Kerk aan de Rijksuniversiteit Groningen. Hij doceerde kerkgeschiedenis, dogmatiek en kerkrecht. Als "jonge confessioneel" was hij een van de eerste die aandacht kreeg voor de Zwitserse theoloog dr. Karl Barth, die met zijn Römerbrief net naam begon te maken in de theologische wereld. Haitjema was onder de indruk van Barth's dialectische theologie dat sterk christocentrisch gericht is en het menselijke "neen" laat doorkruisen door het goddelijke "ja" en vice versa. Weldra hield Haitjema voordrachten over Barth en diens theologie. In 1926 schreef hij het boekje Karl Barth. In bracht Barth, op uitnodiging van Haitjema, een bezoek aan Nederland waar hij colleges gaf aan de Rijksuniversiteit Groningen, preekdiensten verzorgde en discussies hield. Al die tijd logeerde hij bij het echtpaar Haitjema.
Haitjema ontwikkelde het concept van "geloofskritisch denken". Een geloofscriticus was volgens hem iemand die zijn leven plaatst onder de kritiek, het oordeel van het Woord Gods, en die voorts het geloof waardeert als de vorm waarin de openbaringskennis slechts mogelijk wordt. Men erkent hierin duidelijk de invloed van de dialectische theologie.
In al zijn sympathie voor Barth en diens theologie was Haitjema toch niet volledig een "barthiaan" te noemen. Zo verdedigde hij de kinderdoop (die door Barth werd verworpen) en betoonde zich een groot voorstander van het theocratisch gedachtegoed. Barth was echter een tegenstander van een theocratie en betoonde zich juist een voorstander van democratie en de scheiding van kerk en staat. (Haitjema wilde een einde aan de scheiding van kerk en staat, maar mét behoud van de vrijheid van godsdienst en het democratisch bestel.) De  verkiezingsleer van Barth, waarbij praktisch alle mensen gered werden door het offer van Christus, werd door Haitjema verworpen. Het lijkt er op dat Haitjema Barth volgde, voor zover diens opvattingen parallel liepen met die van de orthodoxie, maar als Barth daarvan afweek, volgde Haitjema weer eerder de orthodoxie.
Haitjema was een tegenstander van het fundamentalistisch gebruik van de Bijbel zoals toen gangbaar was onder veel orthodox-protestantse christenen van zijn tijd. De Bijbel kan in zijn ogen niet zomaar worden gebruikt "voor de 'beginselen' eener geheele wereld- en levensbeschouwing (...) De Schrift is volmaakt in de openbaring van Gods wil tot zaligheid." Haitjema accepteerde de bijbelkritiek, maar maakt er zelf nauwelijks gebruik van.

### Kerkherstel
In 1930 richtte hij met medestanders uit confessionele, Gereformeerde Bonds en rechts-ethische kringen het Verbond tot Kerkherstel op. Het doel van Kerkherstel was de reorganisatie van de Nederlands Hervormde Kerk in de lijn van de belijdenis en het herstel van de leertucht. Haitjema werd de voorzitter van Kerkherstel. Het confessionele en juridische karakter van Kerkherstel leidde in 1931 tot de oprichting van de Vereniging Kerkopbouw. Kerkopbouw werd gedomineerd door ethische en vrijzinnige theologen. Bij Kerkopbouw ging het leven vóór de leer. Van het begin af aan bepleitte Haitjema echter samenwerking tussen Kerkherstel en Kerkopbouw. Na de Tweede Wereldoorlog resulteerde deze samenwerking in de Nieuwe Kerkorde van de NHK (1951).
Tot aan zijn afscheidscollege toe hadden de richtingen in de Hervormde Kerk voortdurend zijn aandacht. Hij verzette zich tegen het vrijzinnig protestantisme en de Gereformeerde Bond. De laatste omschreef hij als sektarisch.
Tijdens de Tweede Wereldoorlog verzette hij zich tegen het nationaalsocialisme. Na de oorlog schreef hij het boek Dogmatiek als apologie (1948), bedoeld als hét dogmatische handboek voor de hervormde kerkelijke opleidingen, maar het kwam te laat op de markt om deze functie te verwerven. Zijn oecumenische belangstelling ging voornamelijk uit naar kerken op gereformeerde grondslag. In 1948 was hij aanwezig bij de eerste vergadering van de Wereldraad van Kerken in Amsterdam.
Hoewel barthiaans georiënteerd was Haitjema lid van de Christelijk-Historische Unie (CHU). Binnen die partij vertegenwoordigde Haitjema de theocratische vleugel. Er zijn echter geen indicaties dat hij zich tegen de democratie keerde.
Haitjema overleed op 83-jarige leeftijd in Apeldoorn.

## Persoonlijk
Th. L. Haitjema was getrouwd met de Deense Margrethe Marcussen, die hij in Birmingham, aan het Quakercollege had leren kennen (1911). Als gevolg van dit huwelijk leerde hij vloeiend Deens spreken en schrijven. Hierdoor was hij in staat de werken van de door hem zo bewonderde filosoof Søren Kierkegaard in diens moedertaal te lezen.

### Eigen werken
(selectie)
- Augustinus' Wetenschapsidee. Bijdrage tot de kennis van de opkomst der idee eener christelijke wetenschap, Van Druten, Utrecht 1917 (proefschrift)
- Karl Barth, H. Veenman & Zonen, Wageningen 1926
- Het Woord Gods in de moderne cultuur, Wolters, Groningen 1931
- Dogmatiek als apologie, De Erven F. Bohn, Haarlem 1948
- Nederlands Hervormd Kerkrecht, Callenbach N.V., Nijkerk 1951
- De Richtingen in de Nederlandse Hervormde Kerk, H. Veenman & Zonen, Wageningen 19535

### Overig
- E.P. Meijering: Een eeuw denken over christelijk geloven, Kok Kampen 1999
- Prof. dr. C. Houtman (red.): Biografisch lexicon voor de geschiedenis van het Nederlands protestantisme, dl. 6, Kok Kampen 2006, p. 107vv

## Verwijzingen
1. ↑  E.P. Meijering: Een eeuw denken over christelijk geloven, Kok Kampen 1999, p. 58
2. ↑  Prof. dr. C. Houtman (red.): Biografisch lexicon voor de geschiedenis van het Nederlands protestantisme, dl. 6, Kok Kampen 2006, p. 107
3. ↑  Prof. dr. Th. L. Haitjema: Dogmatiek als apologie, Erven F. Bohn, Haarlem 1948, pp. 292-293
4. ↑  Hij gaat ervan uit dat er fouten in de Bijbel staan, bijv. m.b.t. jaartallen of chronologie e.d. en keert zich tegen de "mechanische inspiratieleer" waarbij de bijbelschrijvers worden gedegradeerd tot menselijke schrijfmachines.
5. ↑  Karl Barth wees christelijke partijvorming af. Zelf was hij lid van de sociaaldemocratische partij van Zwitserland. In het voetspoor van Barth sloten veel van zijn geestverwanten in Europa zich aan bij sociaaldemocratische partijen.

- Bibsys: 8015002
- Biografisch Portaal: 76871787
- CiNii: DA11276783
- Gemeinsame Normdatei: 127695486
- International Standard Name Identifier: 0000 0000 6680 7625
- Library of Congress Control Number: no2005022648
- Nederlandse Thesaurus van Auteursnamen: 06856077X
- Réseau des bibliothèques de Suisse occidentale: 02-A003341255
- Système universitaire de documentation: 112269117
- Virtual International Authority File: 18253481
- WorldCat: E39PBJfrHfWc4YHgT7MDbkjcT3